# Oxypetalum capitatum
Oxypetalum capitatum är en oleanderväxtart. Oxypetalum capitatum ingår i släktet Oxypetalum och familjen oleanderväxter.

## Underarter
Arten delas in i följande underarter:
- O. c. angustum
- O. c. capitatum
- O. c. mirabile